# Italiens Grand Prix 2020
Italiens Grand Prix 2020, officiellt Formula 1 Gran Premio Heineken d'Italia 2020, var ett Formel 1-lopp som kördes den 6 september 2020 på Autodromo Nazionale Monza i Italien. Loppet var det åttonde loppet ingående i Formel 1-säsongen 2020 och kördes över 53 varv.
Alpha Tauri föraren Pierre Gasly vann loppet och tog därmed sin första seger i Formel 1. Han blev i och med detta den 109:e föraren någonsin att vinna ett Formel 1 lopp.
Detta var den första vinsten i Formel 1 för en fransk förare sedan Olivier Panis vann Monacos Grand Prix 1996. Det var även första gången sedan Australiens Grand Prix 2013 som en förare från ett annat stall än Mercedes, Ferrari eller Red Bull vann ett lopp.